# 帕拉別利區
57°00′N 86°09′E / 57.000°N 86.150°E
帕拉別利區（俄语：Парабельский район），是俄羅斯的一個區，位於該國中南部，由托木斯克州負責管轄，面積35,845.69平方公里，2010年人口12,595，人口密度每平方公里0.35人。